# チームワーク

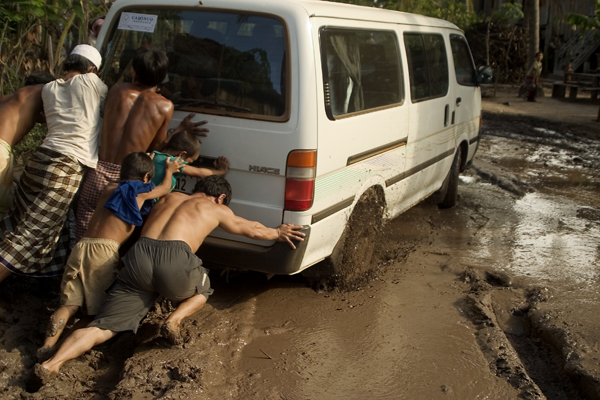
協力してバンを押す様子

チームワーク（teamwork）とは集団に属しているメンバーが同じ目標を達成するために行う作業、協力、意識、行動など。
最近の企業ではチームワークと正反対の成果主義の導入により競争意識は向上したものの、同僚との情報やノウハウの共有が行われなくなり若手が育たないなどといった弊害が起こり従業員の全体的な士気が低下しているという。そのためチームワークの重要性が再認識されている。